# Bruno Knittel

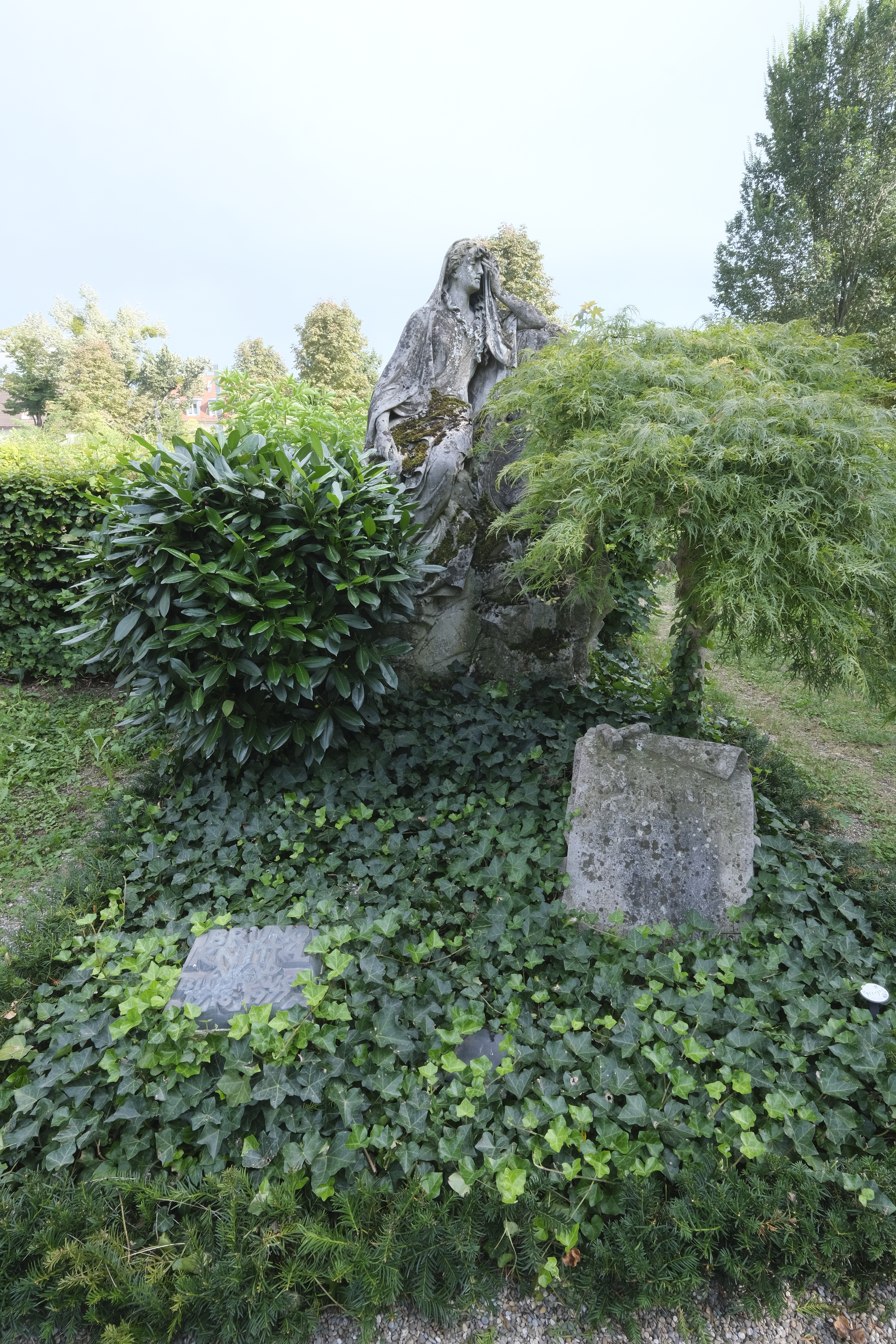
Ruhestätte auf dem Hauptfriedhof Freiburg

Bruno Knittel (* 16. Juli 1918 in Freiburg im Breisgau; † März 1977) war ein deutscher Bildhauer.

## Leben
Knittel stammte aus einer bekannten Freiburger Bildhauerfamilie. Sein Vater Hugo Knittel war ebenso Bildhauer, wie dessen Vater Gustav Adolf Knittel und sein Großvater Josef Alois Knittel. Brunos älterer Bruder Wolfgang wurde Kunstmaler und Grafiker. Zuerst lernte Bruno Knittel bei seinem Vater. Im Zweiten Weltkrieg geriet er in Kriegsgefangenschaft, aus der er 1946 zurückkehrte. Bis 1949 studierte er bei Otto Baum an der Staatlichen Akademie der Bildenden Künste Stuttgart und reiste nach Paris, Rom und Florenz. Er hatte eine Ausstellung in Baden-Baden und ließ sich 1950 in Freiburg als freischaffender Bildhauer nieder.
Er starb im März 1977. Sein Sohn Markus (* 10. Oktober 1965) erlernte bei Michael Storr in Freiburg seines Vaters Handwerk, besuchte anschließend die Meisterschule und eröffnete 1998 in Opfingen ein Atelier.

## Werke

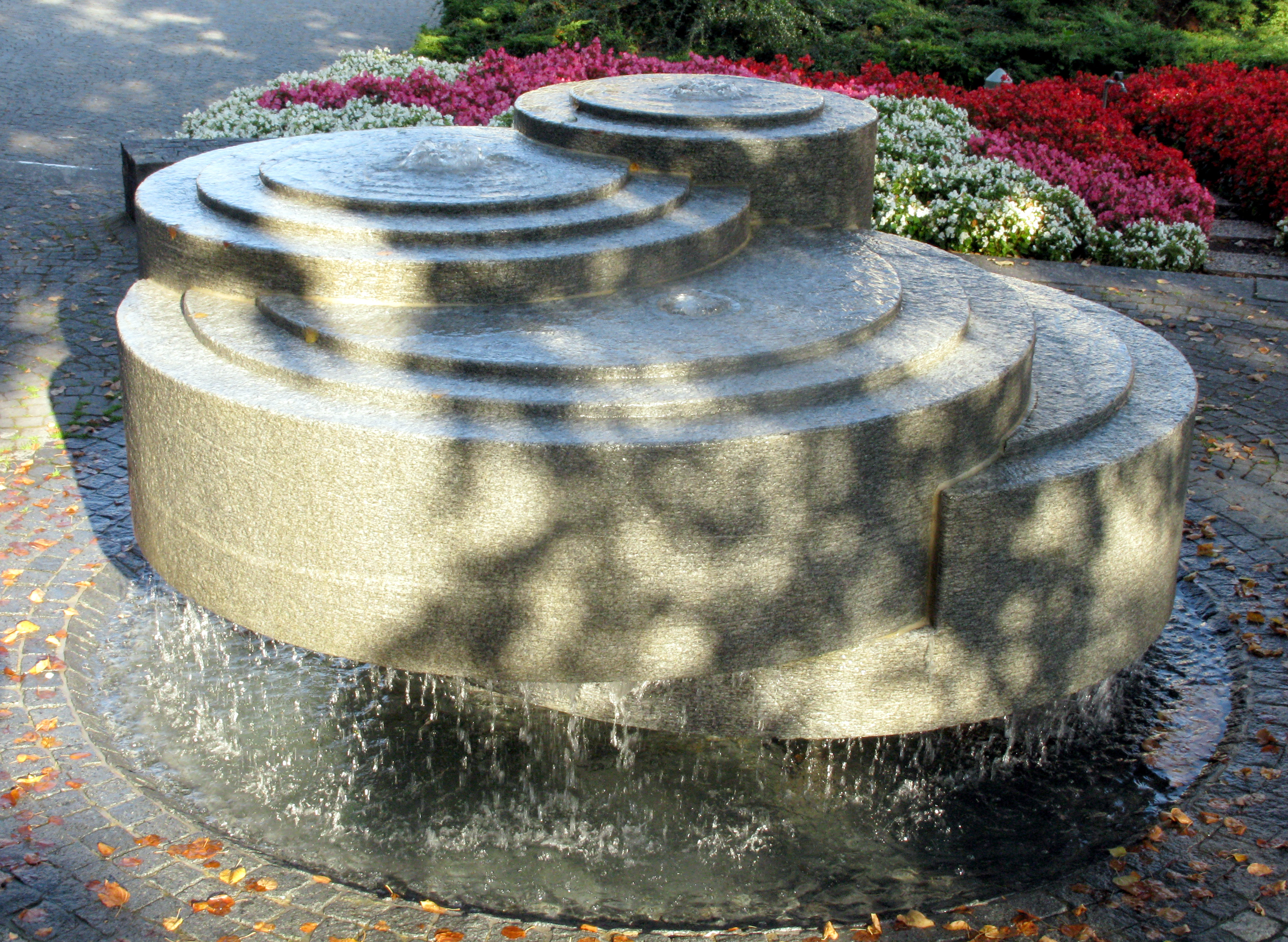
Brunnen auf dem Franziskanerplatz in Neuenburg am Rhein

Im Gegensatz zu seinen Vorfahren arbeitete Bruno abstrahierend bis zur völligen Abstraktion. Zu seinen Werken in seiner Heimatstadt Freiburg gehören:
- Hauptpostamt: Bronzeadler an der Fassade (1959)
- Lortzing-Schule: Brunnen mit zwei Seelöwen aus geschliffenem Silberschiefer[1]
- Hansjakob-Realschule: Relief aus Basaltlava an der Turnhalle (1963)
- Katholische Akademie: Relief aus Naturstein (1966)
- Pfarrkirche St. Georg: Zelebrationsaltar
- Konviktkirche: Entwurf für den Chor
- Herz-Jesu-Kirche: Zelebrationsaltar (1969)[3]

Außerhalb von Freiburg finden sich weitere Werke Knittels:
- Bad Säckingen: Aluminiumguss-Türen am Amtsgericht[4]
- Bermersbach: Ausstattung der Kirche St. Antonius von Padua (1969)[5]
- Bräunlingen: Altar, Ambo, Sedilien in der Pfarrkirche Unserer Lieben Frau[6]
- Hammereisenbach (Vöhrenbach): Altar und Ambo in der Pfarrkirche St. Johann (1974/75)[6]
- Lenzkirch: Altar, Tabernakelstele, Ambo und Sedilien in der Kirche St. Nikolaus (1975)[7]
- Lörrach: Altar aus Travertin, Tabernakelstele, Ambo und Bronzekreuz über dem Altar in der Kirche St. Bonifatius[8]

- Neuenburg am Rhein: Brunnen auf dem Franziskanerplatz (1974)[9]
- Sunthausen: Altargestaltung der Kirche St. Mauritius (1974/75)[6]

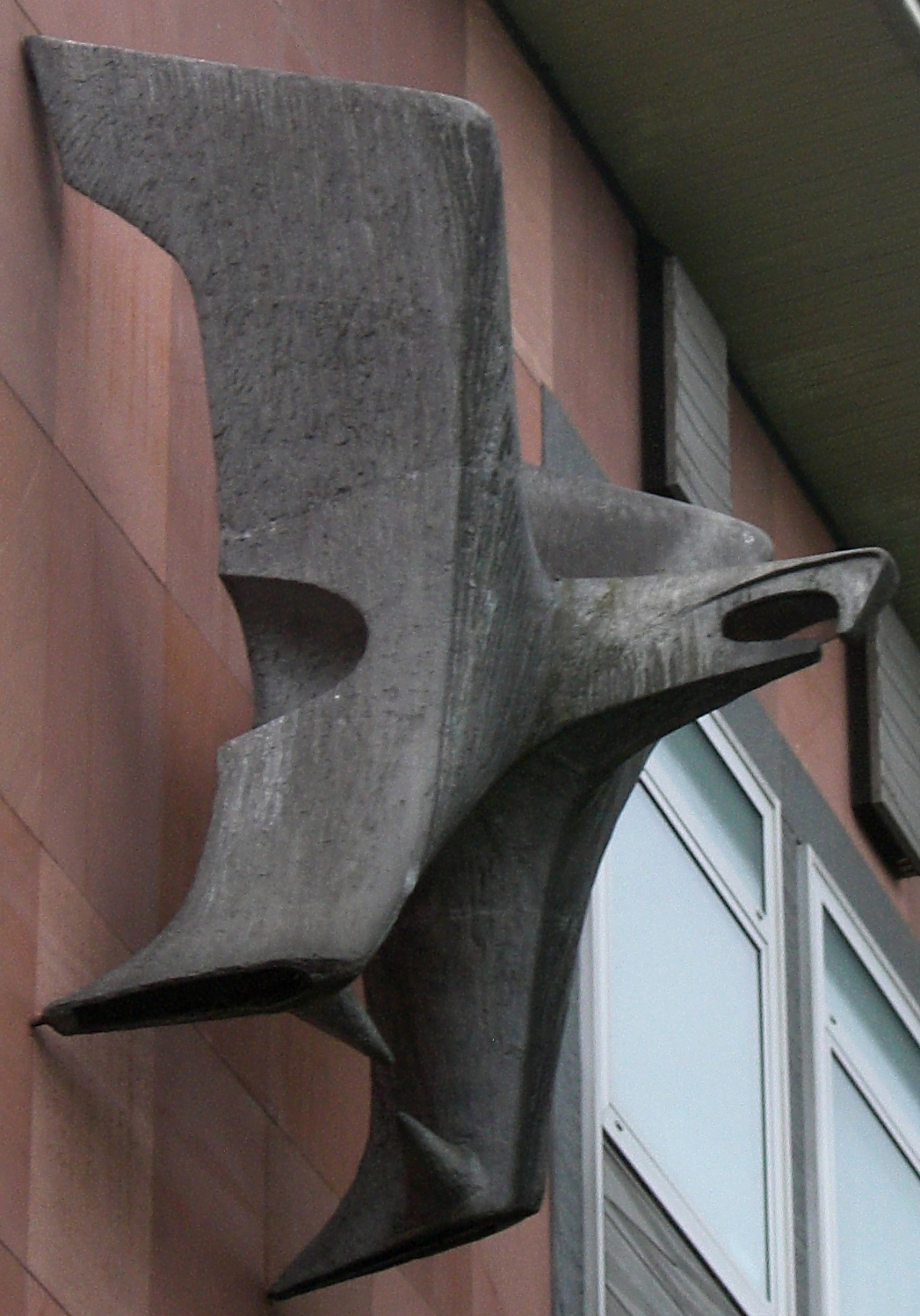
Bronzeadler an der Fassade der Post in der Eisenbahnstraße Freiburg
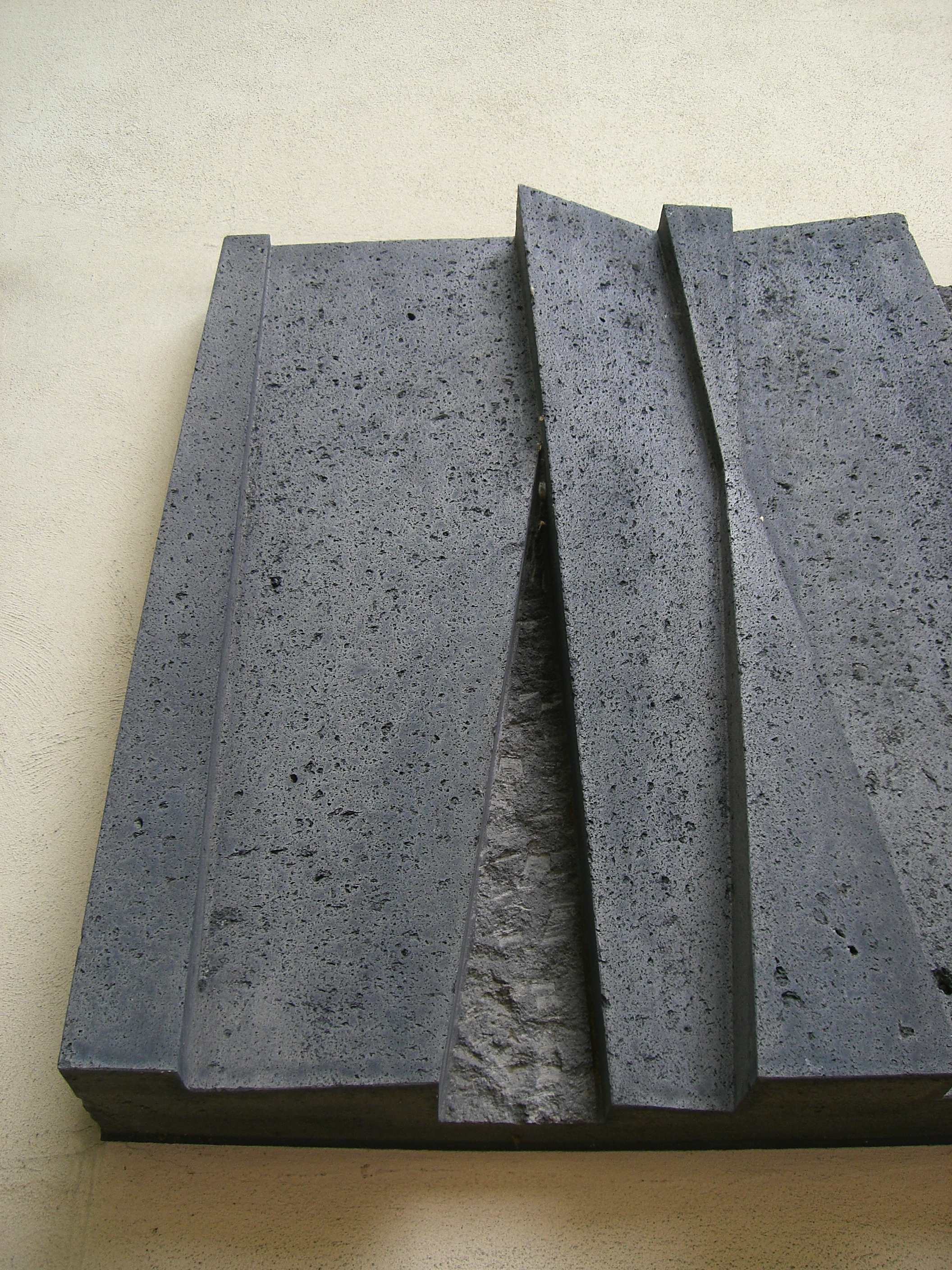
Hansjakob-Realschule: Relief aus Basaltlava an der Turnhalle
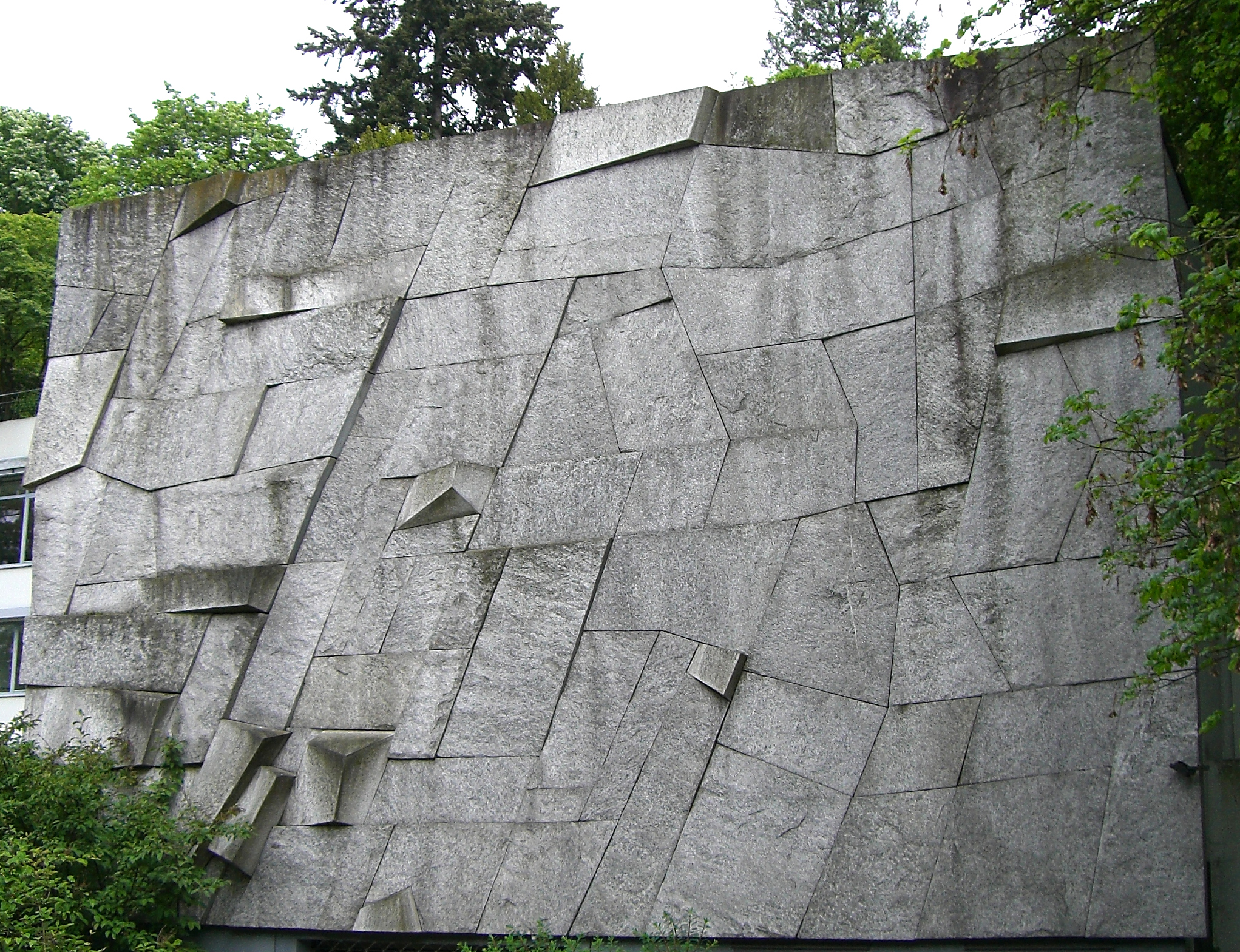
Katholische Akademie Freiburg: Relief aus Naturstein
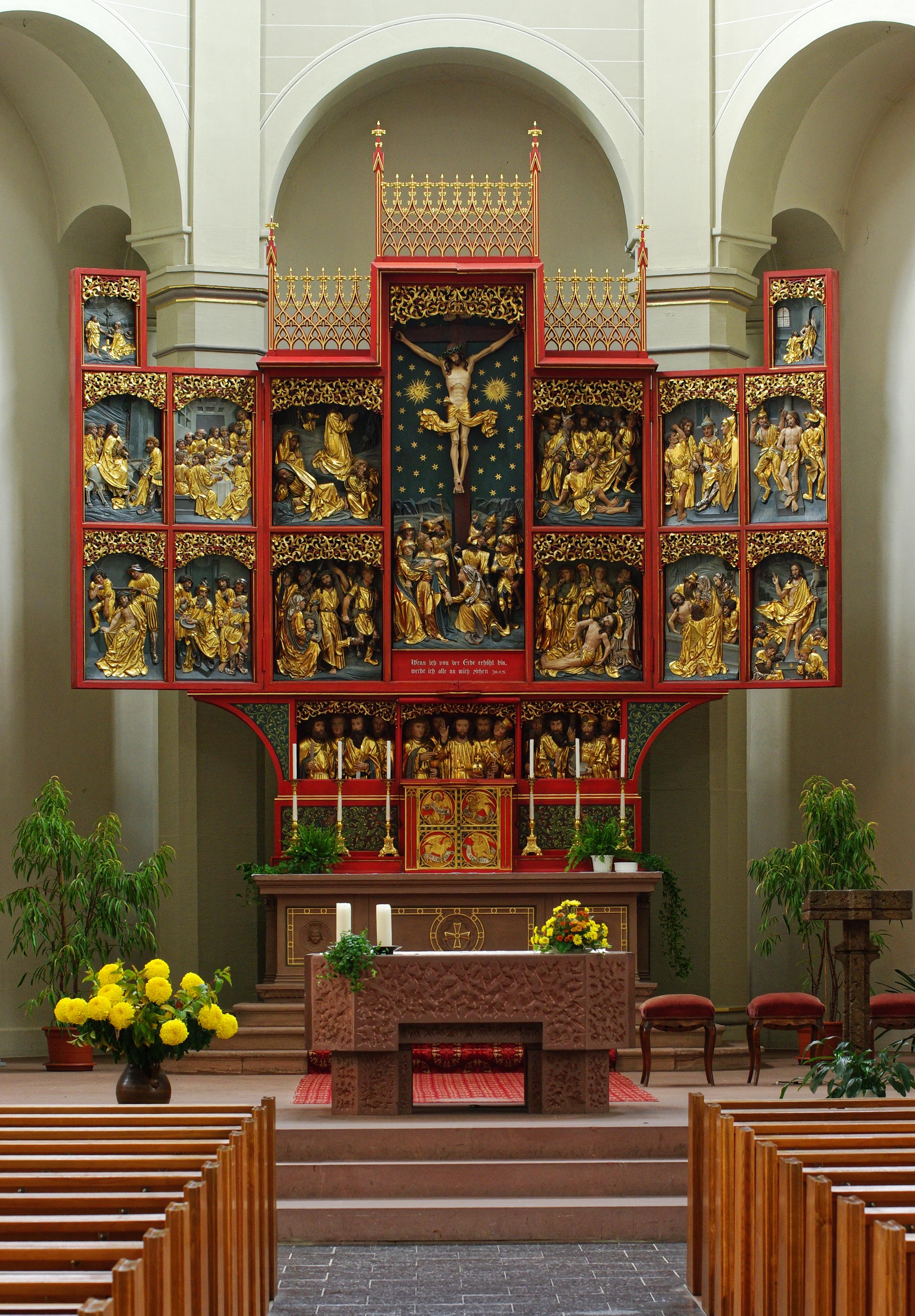
Hochaltar der Pfarrkirche St. Georg, davor der Zelebrationsaltar von Bruno Knittel